# 彭白線
彭白線 (ほうはくせん) は中国四川省彭州市にかつて存在した全長39kmの鉄道路線。単線・非電化・狭軌。

## 概要
1961年に開通した成汶線の支線であり、銅鉱石・石灰石・石炭・木材などを運搬した。2003年に運転を停止し、レールは撤去されたが、路盤や鉄橋はまだ残存している箇所がある。
成汶線の彭県駅付近までレールが延びていた。2014年4月、成灌線の彭州駅がこの近辺で開業した。

## 現況
2017年、廃線跡を流用した観光鉄道として丹景山小火車が開業した。丹景山鎮から北上する区間で営業している。全長3.2km

## 関連事項
嘉陽炭鉱鉄道（芭石鉄道）- 廃止後、機関車の一部が売却され現存している。